# 왕당파 시인
왕당파 시인(王黨派詩人)은 제임스 1세와 찰스 1세의 이른바 스튜어트 왕조에 속한 서정시인들을 일컫는다. 커루(1594?-1639?), 셔클링(1609-1642), 클리블란드(1613-1658), 러블레이스(1618-1658), 헤리크(1591-1674) 등, 주로 벤 존슨 유파를 따르고 있다. 인생의 덧없음과 연애를 노래하였으나 거기에는 몰락해 가는 달콤한 감상과 체념을 찾을 수 있다. "장미의 봉오리는 꺾을 수 있을 때에 꺾어라"란 헤리크의 시구는 이 파에 속하는 사람들의 일반적 기질을 대표하고 있다. 

## 같이 보기
- 형이상학파 시인